# Flamecon
Bei der Flamecon-Technologie handelt es sich um ein seit etwa 2000 von dem internationalen Automobilzulieferer Leoni entwickeltes Verfahren zur automatisierten Aufbringung von metallischen Strukturen wie Leiterbahnen auf unterschiedliche Trägermaterialien, wie z. B. Kunststoff, Metalloxide, Holz und Keramiken. Flamecon wird unter anderem in der MID-Technologie (Moulded Interconnect Devices) eingesetzt. Ein Vorteil liegt in der chemie- und maskenfreien Herstellung. Zudem können die benötigten Werkzeuge auf softwaregesteuerte Industrieroboter montiert werden, wodurch sich ein hohes Maß an Flexibilität der Herstellung (Losgröße 1) ergibt. 2008 wurde die Technologie mit dem Innovationspreis des CNA ausgezeichnet.
2017 wurde bekannt, dass es zwischen Leoni und mehreren ehemaligen Angestellten Auseinandersetzungen über die Vergütung der Patente gibt.
2020 wurde LEONI zur Auskunft über den Einsatz der Technologie gem. ArbNErf verurteilt. LEONI gab an, die Unterlagen – im Verstoß gegen AktG und ArbNErfG – vernichtet zu haben.

## Das Verfahren
Ausweislich der Publikationen wird die Oberfläche strukturiert und mittels eines thermisch-kinetischen Verfahrens gemäß der Struktur metallisiert. Dabei kommen verschiedene Strukturierungsverfahren zum Einsatz, auch das thermisch-kinetische Auftragsverfahren selbst kann die Strutkturierungsfunktion übernehmen.

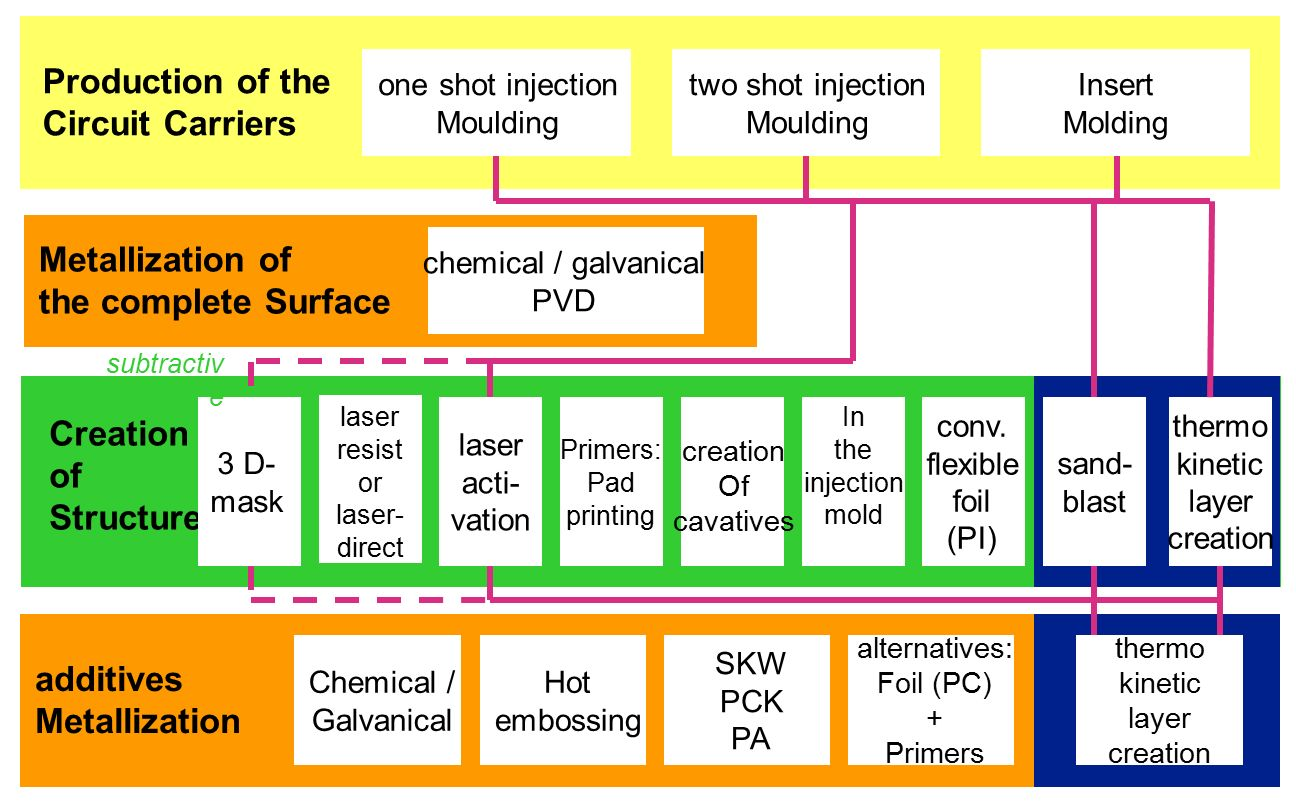
3D-MID-Verfahren

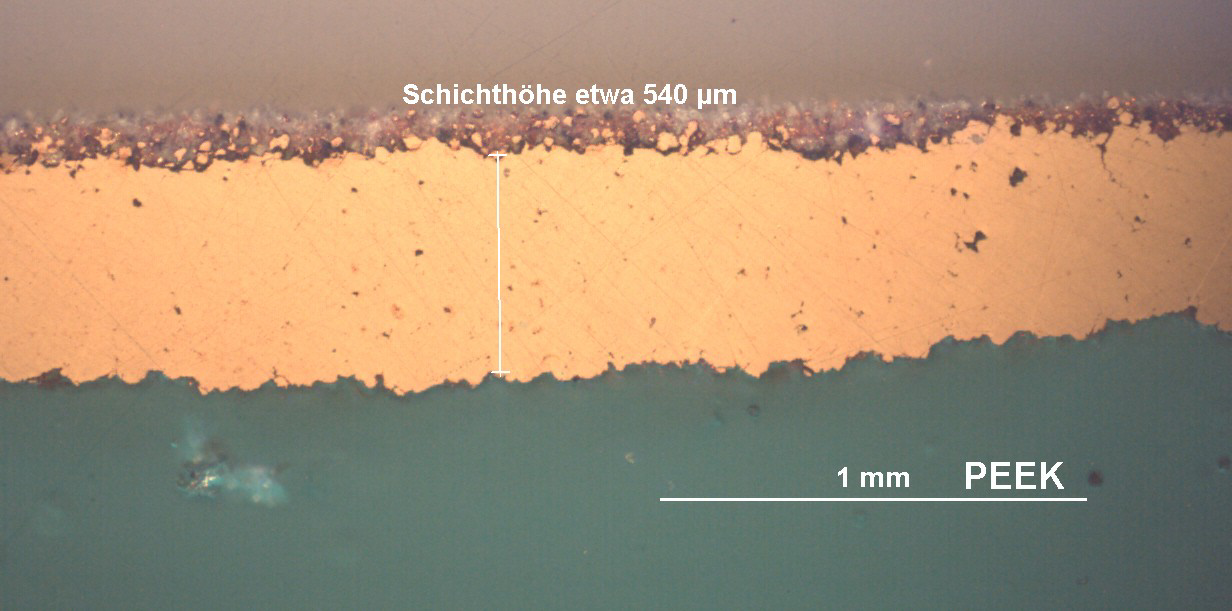
Thermisch-kinetische Schicht auf PEEK

Das aufzutragende Metall wird im Allgemeinen geschmolzen und durch Druck auf die Oberfläche aufgespritzt. Die Grundidee ist lange bekannt und wird z. B. beim Flammspritzen in der Beschichtungstechnik eingesetzt. Die Oberfläche wird jedoch lokal beispielsweise mittels Laser strukturiert, um unterschiedliche Haftbarkeit zu gewährleisten. Je nach Querschnitt und metallurgischer Zusammensetzung können die aufgebrachten Leitungen sowohl zur Signal- und Stromleitung als auch für Heizzwecke eingesetzt werden. Prozessbedingt ergibt sich eine gewisse Porosität. Diese reduziert zwar den Leitwert gegenüber dem Vollmaterial, verbessert aber die Eigenschaften bei Hochfrequenzanwendungen (Oberflächeneffekt). Der Leitwertverlust liegt im Allgemeinen unter 10 %, was entweder durch eine Schichtdickenerhöhung kompensiert werden kann oder bei nur kurzzeitig hohen Strömen aufgrund der besseren Wärmeableitung nicht relevant ist. Lediglich bei Kupfer kann es bei ungünstigen Prozessparametern zu einer Gesamtreduktion von bis zu 50 % IACS gegenüber Vollmaterial kommen. Dies entspricht im Ergebnis der gleichen Leitfähigkeitsklasse wie die der galvanisch erzeugten Schicht einer PCBs oder FPCBs, jedoch kann Flamecon einfacher dickere Schichten erzeugen und so den Verlust kompensieren. Die Ursache für den erhöhten IACS-Verlust liegt darin, dass mechanische Verspannungen, wie sie durch zu hohe Partikelgeschwindigkeiten entstehen, die gleiche Wirkung wie Oxide haben.
Durch gezielte Prozessführung wird weder der Kunststoff geschädigt noch entstehen Metallablagerungen an unerwünschten Stellen.

## Einordnung

### Verfahren
1. Metallisierungsverfahren
2. Leiterplattenstrukturierung
3. Rapid Prototyping
4. Rapid Manufacturing/Digital Manufacturing

Das Verfahren brückt die Grenze zwischen den klassischen MID-Verfahren wie TwoShotMolding, LDS u. a. und den kabel- oder stanzgittergebundenen Metallisierungsverfahren.
Substratmaterialien: PS, ABS, PA, ... PEEK, Keramik, Glas, Metalloxid

### Ablauf und Prozessfenster (beispielhaft)

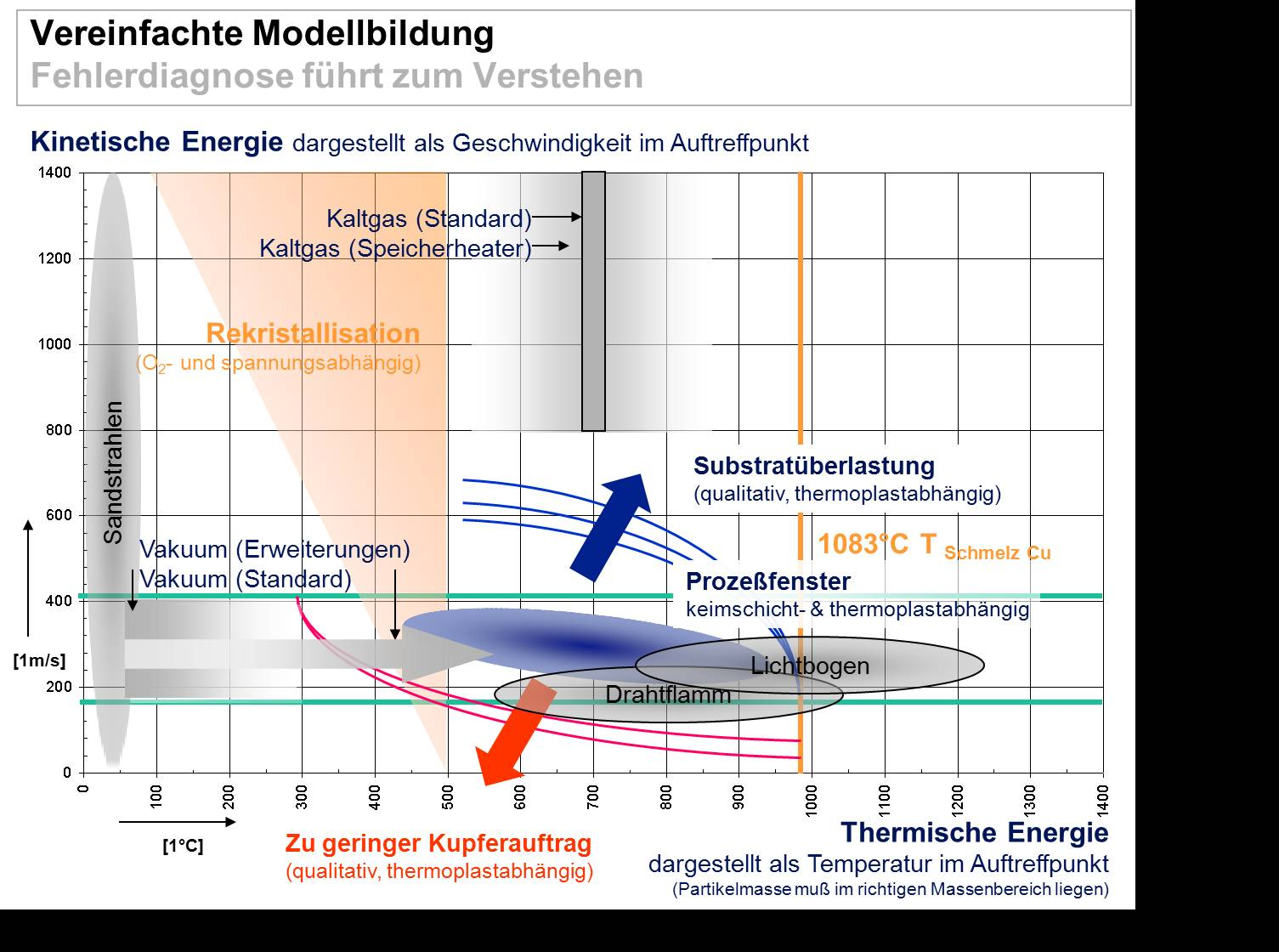
Prozessfenster zu Einstellgrößen, systematisch

1. Das Substrat wird durch Laser, Sandstrahl, Metallpulverstrahl o. ä. strukturiert aufgeraut. Im einfachsten Fall geht ein Filzstift. Üblicherweise wird positiv gearbeitet, d. h., die so angelegte Struktur entspricht dem Positiv des Schaltungsbildes. Bei glasierter Keramik wird üblicherweise negativ strukturiert. So entsteht eine Keimschicht.
2. Ein thermisch-kinetischer Strahl aus Metallpulver, -tröpfchen, -plasma etc. wird auf das Substrat gelenkt. Dieser muss nicht auf die Struktur fokussiert sein, sondern kann globflächig auftragen. Der Auftrag geschieht aber nur an der Keimschicht.Prinzip des thermisch-kinetischen Auftragsverfahren

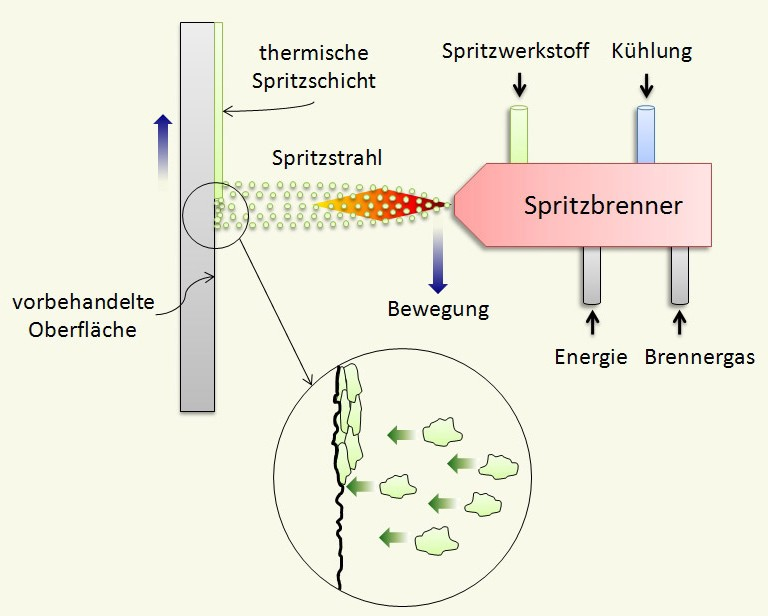
Prinzip des thermisch-kinetischen Auftragsverfahren

Die beiden Schritte können ineinander integriert sein. So kann die Front eines Teilchenstrahls bereits als Keimbildner ausreichen. Entsprechendes beschreibt das Patent.

## Einsatz

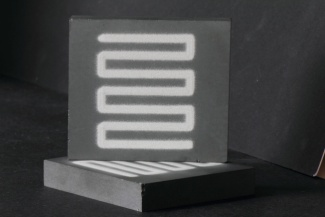
FLAMECON auf magnetischer Keramik

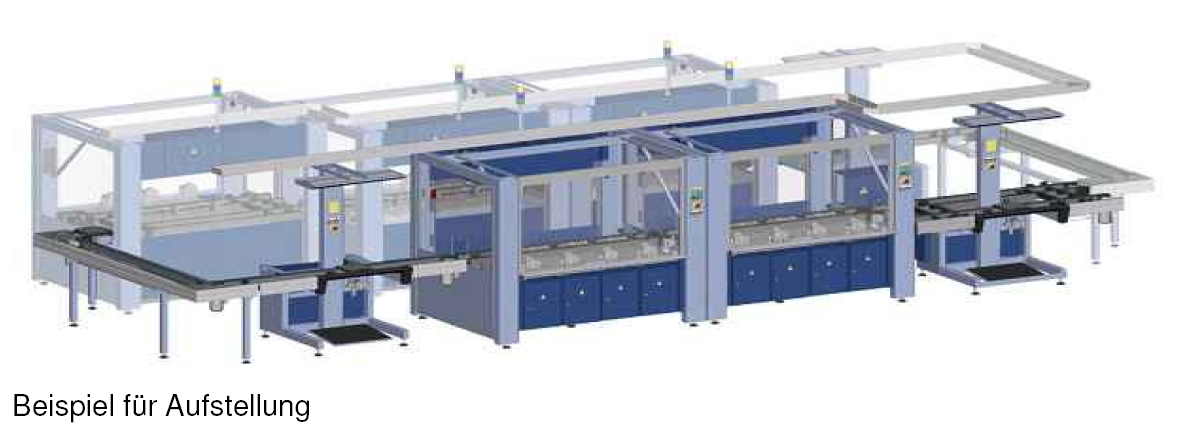
Anlagenbeispiel

Flamecon-Produkte werden als Weg gesehen, potenziell klassische Leiterplatten (PCB wie FPCB), Stanzgitter und Kabel abzulösen. Da sie elektrische Strukturen integrieren können sie sowohl als Antennen (Brose), Heizelemente z. B. von Dräxlmaier, Sensoren bis hin zu Kameras (Magna), Magnetventile (Bosch), Türschaltern oder ähnliches verwendet werden als auch als Träger für LEDs wie in Tagfahrlichtern (Sylumis, Osram).